# Vladimir Osmuchin
Vladimir Osmuchin (rusky Владимир Андреевич Осьмухин; ? – 1943) byl řadovým členem ukrajinské ilegální komsomolské organizace Mladá garda. V roce 1943 byl umučen.
Popularizován byl zejména jako postava knihy Mladá garda ruského sovětského spisovatele Alexandra Fadějeva, inspirované skutečnými událostmi a vydané roku 1945. Podle knihy byl natočen stejnojmenný film, uvedený roku 1948, v němž ve vedlejší roli Vladimíra Osmuchina vystupoval významný ruský herec Vjačeslav Tichonov.
Od svého vzniku v roce 1981 po něm nesla název Osmuchinova ulice v Praze na Břevnově, v blízkosti Břevnovského kláštera. V roce 1992 dostala nový název Anastázova.